# Gǃòʼé ǃHú
Gǃòʼé ǃHú (systematische Bezeichnung S/2008 (229762) 1; Aussprache ᶢǃòˀé ǃʰú) ist ein Mond des transneptunischen Objektes (229762) Gǃkúnǁʼhòmdímà, welches bahndynamisch als Scattered Disk Object eingestuft ist. Der Begleiter weist etwa ein Fünftel des Durchmessers der Mutterplanetoiden auf.

## Entdeckung und Benennung
Gǃòʼé ǃHú wurde auf Aufnahmen von Gǃkúnǁʼhòmdímà mit dem Hubble-Weltraumteleskop, die am 13. November 2008 durchgeführt wurden, entdeckt. Durch die Aufnahmen ließen sich beide Komponenten des Systems als klar getrennt erkennen. Die Entdeckung wurde 2011 bekanntgegeben, der Mond erhielt die vorläufige Bezeichnung S/2008 (229762) 1.
Analog zum Mutterplanetoiden wurde der Name «Gǃòʼé ǃHú» vorgeschlagen, der aus der Mythologie der Ethnie der Juǀ’hoansi (eine Gruppe der San) in Namibia herstammt. Deren Sprache Juǀ’hoan enthält Klicklaute,  „ǃ“ ist ein spezieller Buchstabe für einen solchen. Am 6. April 2019 wurde der Name von der IAU bestätigt.

## Bahneigenschaften
Gǃòʼé ǃHú umläuft das gemeinsame Baryzentrum auf einer elliptischen Umlaufbahn in einem mittleren Abstand von 6035 km Abstand zum Planetoiden, das entspricht 19,66 Gǃkúnǁʼhòmdímà-Radien bzw. 107,77 Gǃòʼé ǃHú-Radien. Für einen Umlauf benötigt der Mond 11 Tage 7 Stunden 33,2 Minuten, was 20019,7 Umläufen in einem Gǃkúnǁʼhòmdímà–Jahr entspricht. Die Bahnexzentrizität beträgt 0,024, die Bahn ist 43,75° gegenüber dem Äquator von Gǃkúnǁ’hòmdímà geneigt.
In diesem Binärsystem dauert ein Monat dementsprechend 24,57 Gǃkúnǁʼhòmdímà-Tage.

## Physikalische Eigenschaften
Der Durchmesser von Gǃòʼé ǃHú wird derzeit auf 112 km geschätzt, ausgehend von einem geschätzten Rückstrahlvermögen von 15 %, analog zum Mutterplanetoiden. Die Entdeckung des Mondes scheint keinen nennenswerten Einfluss auf die Größenbestimmung des Mutterplanetoiden zu haben, welcher nach aktuellen Schätzungen nach wie vor eine Größe von 614 km besitzt. Damit dürfte Gǃòʼé ǃHú etwa 18 % des Durchmessers von Gǃkúnǁ’hòmdímà aufweisen.
Bisher fand noch keine Berechnung der Masse des Systems statt.
| Jahr                                         | Abmessungen km | Quelle          |
| -------------------------------------------- | -------------- | --------------- |
| 2017                                         | 112,0 ± 76,0   | Schindler u. a. |
| 2019                                         | 138,0          | Johnston        |
| Die präziseste Bestimmung ist fett markiert. |                |                 |